# Ligne de Rauma à Kokemäki
La Voie ferrée Rauma-Kokemäki (finnois : Rauma-Kokemäki-rata) ou Voie ferrée de Rauma (finnois : Rauman rata) est une voie ferrée du réseau de chemin de fer finlandais qui va de la Gare de Rauma à la Gare de Kokemäki.